# Parlamentswahl im Iran 2008
Die Parlamentswahlen 2008 im Iran fanden am 14. März 2008 statt und endeten mit einem Sieg der konservativen Kräfte.

## Vorgeschichte
Drei politische Blöcke rangen um die Mehrheit im Parlament.
- Die „Prinzipientreuen“ (ein Sammelbecken für Konservative und Radikalislamisten) stellen das Lager um den Präsidenten. Zu ihren Unterstützern zählt unter anderem auch das iranische Militär. Der Oberkommandierende der Streitkräfte sowie der Oberkommandierenden der Iranischen Revolutionsgarde drückten im Vorfeld der Wahl ihre Parteinahme für die Prinzipientreuen aus.[1]
- Die „kritischen Konservativen“ unter dem ehemaligen Chefunterhändler bei der Internationalen Atomenergieorganisation, Ali Laridschani, der eine kritische Position gegenüber der Politik Ahmadinedschads verfolgt.
- Die Reformer um Ajatollah Akbar Hāschemi Rafsandschāni sowie Mohammed Chatami bilden den dritten Block. Sie appellierten an die Iraner, sich an der Wahl zu beteiligen, um zu verhindern, dass diejenigen, die ihr nicht wollt wieder in das Parlament einziehen.[2] Die Reformer streben eine relative Liberalisierung und Öffnung des Landes gegenüber dem Westen an. Mit ihren Forderungen bewegen sie sich allerdings innerhalb des politischen Systems, das sie keinesfalls ändern wollen.

Im Vorfeld der Wahlen fand eine Vorauswahl der Kandidaten durch den Wächterrat statt. Kandidaten, deren politische Gesinnung der konservativ-geistlichen Staatsführung nicht zusagte oder deren Kandidatur nach Einschätzung des Wächterrats mit den islamischen Prinzipien des Staates und der Herrschaft des Obersten Rechtsgelehrten nicht vereinbar war, wurden von der Wahl ausgeschlossen. Dieses Vorgehen ist charakteristisch für jede Wahl in der Islamischen Republik und wird in westlichen Medien als das wesentliche Demokratiedefizit des Landes dargestellt.
Einmalig in der Geschichte der Islamischen Republik Iran war, wie Bahman Nirumand schreibt, „die direkte Einmischung des Revolutionsführers Ali Chamenei, der den Wählern empfahl, Kandidaten zu wählen, die die Regierung von Mahmud Ahmadinedschad unterstützen“.
Zur Parlamentswahl 2008 wollten 7.597 Personen für die 290 Sitze des Madschlis kandidieren. Aus der Bewegung der Reformer wurden von etwa 900 Bewerbern lediglich ca. 100 zugelassen. In einer ersten Vorauswahl waren 5.000 Kandidaten von regionalen Wahlkommissionen des Wächterates anerkannt worden, in einer zweiten Runde seien weitere 2.000 Kandidaten disqualifiziert worden. In einer abschließenden Runde habe dann der Wächterrat einige der Disqualifizierten wieder qualifiziert und einige neu disqualifiziert, so dass 4.755 Kandidaten an den Wahlen teilnahmen.
Trotz der Vorauswahl der Kandidaten galt die Wahl als Testwahl für die Politik des Präsidenten Mahmud Ahmadinedschad und die Iranische Präsidentenwahl 2009. Mehr als 43 Millionen Iraner waren zur Wahl aufgerufen.

## Ergebnis
Erste Ergebnisse kamen aus dem Wahlbezirk Qom. Dort schlug der ehemalige Chefunterhändler bei der IAEO, Ali Laridschani, die Kandidaten aus dem Lager des Präsidenten Ahmadinedschad überzeugend. Er soll nach inoffiziellen Berichten über 75 % der Stimmen erhalten haben. Laridschani wurde am 26. Mai 2008 mit 161 Abgeordneten-Stimmen aus dem Lager der Prinzipientreuen sowie kritischen Konservativen zum Parlamentspräsidenten nominiert, sein Vorgänger Gholam Ali Haddad-Adel erhielt 50 Stimmen.
Die Stichwahl am 26. April 2008 entschied über weitere 82 Parlamentssitze, bei denen die Bewerber im ersten Wahlgang nicht die absolute Mehrheit erhalten hatten. Die Wahlbeteiligung lag bei der Stichwahl bei 26 %, bei der Erstwahl bei ca. 60 %.
|                                       | Sitze                  | Prozent |
| ------------------------------------- | ---------------------- | ------- |
| Prinzipientreue                       | 117                    | 40,3    |
| kritische Konservative                | 53                     | 18,3    |
| Reformer                              | 46                     | 15,9    |
| Unabhängige                           | 71                     | 24,5    |
| armenische Minderheit                 | 2* zu den Unabhängigen |         |
| chaldäische und assyrische Minderheit | 1                      |         |
| jüdische Minderheit                   | 1                      |         |
| Zoroaster                             | 1                      |         |
| Summe                                 | 290                    | 100     |